# Bleigny-le-Carreau
Bleigny-le-Carreau è un comune francese di 314 abitanti situato nel dipartimento della Yonne nella regione della Borgogna-Franca Contea.

## Società

### Evoluzione demografica
Abitanti censiti